# Asterix verovert Rome
Asterix verovert Rome (Les Douze Travaux d'Astérix), ook bekend als Asterix en de helden, is een Franse animatiefilm uit 1976 gebaseerd op de Asterix-stripreeks. Het script van de film is geschreven door Pierre Tchernia, een vriend van Asterix-bedenkers René Goscinny en Albert Uderzo.
In tegenstelling tot de vorige Asterix-verfilmingen was deze film niet gebaseerd op een van de Asterix-stripboeken, maar bevatte een uniek verhaal.

## Verhaal
Nadat de Romeinen wederom zijn verslagen door de Galliërs, knapt er iets bij een van de centurions. Hij komt tot de conclusie dat deze Galliërs onmogelijk gewone stervelingen kunnen zijn, daar geen sterveling het Romeinse leger de baas kan, en vraagt zich af of het dan misschien goden zijn.
De centurion gaat met zijn verhaal naar Rome. Julius Caesar vindt het idee belachelijk, maar de senaat is het met de conclusie van de centurion eens. Om ze ervan te overtuigen dat dat ze ernaast zitten, gaat Caesar persoonlijk naar het dorp van de Galliërs om de situatie uit te leggen. Hij komt met het idee de Galliërs aan een test te onderwerpen gelijk aan de twaalf werken van Hercules: hij zal hen twaalf taken geven waar normale mensen nooit toe in staat zouden zijn. Slagen de Galliërs, dan zal Caesar erkennen dat ze goden zijn en zich aan hen overgeven. Falen ze, dan zullen ze slaven van Rome worden. Abraracourcix (Heroix, in de in het Nederlands nagesynchroniseerde versie van de film wordt nog de oorspronkelijke niet vertaalde naam gebruikt) gaat akkoord en geeft de taak aan Asterix en Obelix. De goudeerlijke Romeinse ambtenaar Caius Pupus gaat mee om toezicht te houden.
De taken zijn:
1. Harder lopen dan Merinos, de kampioen hardlopen op de Olympische Spelen. Asterix, geholpen door toverdrank, weet Merinos te verslaan, zelfs nadat die al harder rent dan het geluid. Hij knalt door zijn snelheid frontaal tegen een appelboom en is te aangeslagen om verder te lopen.
2. Een speer verder werpen dan Kermes, de Perzische speerwerper. Kermes' speer landt in Noord-Amerika, maar Obelix’ speer vliegt de hele wereld rond en achtervolgt Kermes.
3. Het verslaan van Cilindric (Cilindricus in de originele vertaling), de Germaan. Cilindricus blijkt een meester te zijn in een vechtsport die hij in een ver land heeft geleerd (vermoedelijk China of Japan, daar hij gekleed is in een judo-gi). Hij verslaat Obelix door diens eigen kracht tegen hem te gebruiken. Asterix pakt het slimmer aan en doet alsof hij geïnteresseerd is in Cilindricus' vechttechniek. Bij de demonstratie die Cilindricus Asterix geeft, verslaat Asterix hem uiteindelijk door zijn armen en benen in de knoop te brengen.
Intermezzo 1: Caesar hoort hoe de proeven verlopen zijn maar beschouwde het sowieso maar als 'kleine klusjes'. Nu moeten Asterix en Obelix het tegen de Priesteressen van het Pleziereiland opnemen. Dat deze plek eerder gevaarlijk is valt af te leiden uit de demonische grimas van Caesar, en de bevende hoop senatoren.
4. Een meer oversteken. Hoewel dit een simpele opdracht lijkt, zit er een addertje onder het gras. Midden in het meer ligt een eiland dat wordt bewoond door prachtige sirenen. Ze lokken mensen naar hun eiland met hun gezang, en houden die vervolgens daar vast door ze alles te geven wat ze willen. Obelix kan uit zijn trance breken wanneer hij hoort dat de Sirenen geen everzwijn hebben maar ambrozijn of nectar wat hij zelf maar 'liflafjes' vindt. Maar wanneer Obelix voet bij stuk houdt, en de sirenen hem in geen beding gedienstig willen zijn, kunnen hij en Asterix vertrekken. Hun betovering spoelen ze zo van zich af alvorens verder te trekken.
5. De hypnotiserende blik van de Egyptische tovenaar Iris overleven. Iris gebruikt hypnose om mensen te laten denken dat ze dieren zijn. Asterix gaat de uitdaging aan en verbreekt continu Iris’ concentratie, waardoor die zichzelf hypnotiseert in een everzwijn.
6. Het opeten van alle gerechten die de Belgisch-Brusselse kok Mannekenpix[1] klaarmaakt. De kok is zowel beroemd als berucht om zijn kolossale maaltijden. Zo serveert hij eerst een groot everzwijn met 'appelen uit de grond' (eigenlijk frietjes), gevolgd door onder meer een complete kudde schapen, een hele os, een hele koe en de kalveren (je mag volgens hem een gezin niet van elkaar scheiden), een berg kaviaar met 'grove korrel' (en het toastje dat erbij hoort), een kameel, het omelet der Titanen, een school vissen (om 'efkes wat uit te rusten') en zelfs een olifant "met olijfkes" alvorens 'verder te gaan' met het menu. Obelix gaat de uitdaging aan en eet alles op. Uiteindelijk komt de kok huilend naar buiten omdat zijn keuken tot aan de laatste kruimel leeg is, maar Obelix heeft blijkbaar nog niet genoeg gehad; hij beweert enkel nog maar het voorgerecht te hebben gehad.
Intermezzo 2: In het Gallische dorp roept Panoramix het stamhoofd, getooid in een rode toga, tot de orde het vel van het everzwijn nog niet te verkopen. Hij weet dat Caesar een verdrag met de Onderwereld heeft gesloten, wat kan betekenen dat er nog duistere gevaren in het verschiet zullen liggen.
7. Het hol van het Beest overleven. Asterix en Obelix betreden een eng uitziende grot waar ze allerlei monsters en geesten tegenkomen, en even later passeert zelfs een metro hen (waarvan ze uiteraard totaal niet weten wat het is). Dan komen ze oog in oog te staan met het beest. Wie of wat dit beest precies is wordt niet onthuld, maar later maakt Obelix bekend dat het een erg lekker beest was (hij heeft het blijkbaar opgegeten, maar heeft toch maagzout nodig om te verteren).
8. Formulier vrijgeleide A-38 halen uit "het huis waar je gek wordt".[2] Asterix en Obelix worden van het kastje naar de muur gestuurd, en niemand helpt hen verder. Uiteindelijk komt Asterix met het plan om de ambtenaren met hun eigen wapen te verslaan, door te vragen naar een niet bestaand formulier waar nog niemand van gehoord heeft. Wanneer de ambtenaren dit formulier proberen op te sporen, raken ze verstrikt in hun eigen onbehulpzaamheid en regelzucht. Uiteindelijk geeft de prefect aan Asterix A-38 zodat hij tenminste vertrekt, een heel huis vol dolgedraaide ambtenaren achterlatend tot aan de prefect toe.
Intermezzo 3: Caesar woont een oefengevecht bij van de gladiatoren, wanneer een senator hem vertellen komt dat de Galliërs alle proeven tot op heden hebben weten te volbrengen, wat "Hercules niet beter gedaan zou kunnen hebben". Caesar is niet geïntimideerd en geeft aan dat hij nog enkele verrassingen voor de Galliërs te bieden heeft. Het gevecht, oftewel de repetitie, is evenwel afgelopen: de gladiatoren liggen uitgeteld op een hoopje.
9. Een ravijn oversteken via een onzichtbare draad. De rivier beneden zit vol krokodillen. Asterix en Obelix kunnen geen van beide op het koord blijven staan, en kiezen toch maar voor de makkelijke weg: door de rivier heen. Onderweg ontdoen ze zich van de krokodillen, die zo zelf op het onzichtbare koord belanden.
10. Een berg beklimmen en het raadsel dat de oude man op de top geeft beantwoorden. Na een lange klim belanden de twee Galliërs op de top. Het raadsel is dat Asterix geblinddoekt moet raden welk stapeltje wasgoed is gewassen met Olympus, het wasmiddel van de goden. Asterix beantwoordt het raadsel met gemak. Dit is duidelijk een parodie op wasmiddelenreclames.
Intermezzo 4: De goden kijken vanuit de Olympus toe naar hoe Asterix en Obelix proef na proef vervullen. Wanneer ze aan Jupiter vragen wat als ze zouden slagen, ontsteekt de oppergod in woede; hij verwacht niet dat men zomaar de Olympus binnen kan wandelen als ware het een kroeg (met een korte blik op een dronken Bacchus) alvorens zijn woede te ontketenen in een fikse, korte storm met bliksems.
11. De nacht doorbrengen op een spookvlakte. De vlakte net buiten Rome blijkt te worden geteisterd door de geesten van Romeinse soldaten die hier ooit zijn verslagen. Asterix en Obelix vrezen de spoken niet, en derhalve vluchten de geesten zelf weg.
12. Het Circus Maximus overleven. Deze laatste test wordt uitgevoerd door alle Galliërs, die zich bij Asterix en Obelix voegen in Rome. Eerst bevechten ze de gladiatoren, en winnen met gemak dankzij hun toverdrank. Wanneer de wilde dieren worden losgelaten, geven de Galliërs met deze dieren een show weg zoals men die in het moderne circus ziet.

Nu ze alle taken hebben volbracht, geeft Caesar Rome aan de Galliërs in de veronderstelling dat ze inderdaad goden en dus onverslaanbaar zijn. Vervolgens trekt hij zich met Cleopatra terug in een landhuis. De brave Caius Pupus wordt voor zijn werk beloond met een verblijf op het Pleziereiland. De Galliërs vieren hun overwinning.
Als Obelix vraagtekens bij de afloop zet, merkt Asterix op dat het toch maar een tekenfilm is en dat daarom alles kan. Obelix maakt hier prompt gebruik van door zichzelf en zijn everzwijn op bovennatuurlijke wijze te verplaatsen naar het Pleziereiland.

## Rolverdeling
Franse versie:
| Acteur          | Personage     |
| --------------- | ------------- |
| Roger Carel     | Asterix       |
| Jacques Morel   | Obelix        |
| Pierre Tornade  | Abraracourcix |
| Jean Martinelli | Caesar        |

Nederlandse versie:
| Acteur          | Personage         |
| --------------- | ----------------- |
| Olaf Wijnants   | Asterix           |
| Ger Smit        | Obelix            |
| Jan Anne Drenth | Abraracourcix     |
| Paul van Gorcum | Panoramix, Caesar |
| Fred Butter     | Assurancetourix   |

## Achtergrond

### Verschillen met de strips
De film lijkt zich af te spelen in een andere continuïteit dan de strips, daar er duidelijk een aantal tegenstrijdigheden tussen de twee zitten:
- In de strip zijn de Romeinen zich bewust van het feit dat de Galliërs hun onoverwinnelijkheid danken aan een toverdrank. In de film lijken ze dit niet te weten, waardoor ze de Galliërs voor goden gaan aanzien.
- De strip blijft doorgaans trouw aan historische gebeurtenissen. In de film veroveren de Galliërs Rome, wat historisch gezien volkomen onzin is.
- De film maakt meer gebruik van bovennatuurlijke en mystieke elementen dan de stripverhalen. Zo hebben de Romeinse goden een kort optreden in de film tijdens de scène dat Asterix het raadsel met het wasgoed moet oplossen. Verder komen er spoken en monsters in het verhaal voor.
- De film bevat ook een aantal anachronismen, zoals de frieten die Mannekenpix aan Obelix serveert en waarvan hij beweert ze zelf uit te hebben gevonden. In werkelijkheid was ten tijde van het Romeinse Rijk de aardappel nog onbekend in Europa. Bepaalde karakters komen nogal 20e-eeuws over. De strip houdt zich, ondanks de vele absurde elementen, over het algemeen geheel aan het historische kader van de Oudheid.
- Als Asterix en Obelix in de strips afreizen naar een plek ver van hun dorp, kost het hen altijd bijna net zoveel tijd om daar te komen als in werkelijkheid het geval zou zijn. In de film reizen de twee echter te voet binnen één dag naar Rome, terwijl ze onderweg ook nog 10 van hun 12 werken uitvoeren.
- Asterix breekt in de film geregeld de vierde wand. In de strip is dit niet gebruikelijk.

### Notities
- Tijdens de introductie zegt Asterix in verschillende talen "hallo", als referentie aan de talen waarin zijn strips vertaald zijn, tegelijkertijd past hij zijn gelaatsuitdrukking en soms de vorm van zijn snor aan de taal aan. Wanneer echter de Franse vlag in beeld verschijnt, imiteert hij het gekraai van een haan als referentie aan de haan als nationaal symbool van Frankrijk. In de Nederlands vertaling zegt hij gewoon "Bonjour".
- Het idee van “het huis waar je gek wordt” is niet geheel uit de lucht gegrepen; vooral het oostelijke deel van het Romeinse Rijk (Byzantion) was in de laatste jaren van zijn bestaan berucht om de zware en complexe bureaucratie.[3]

## Bewerkingen
In 1976 verscheen van de film ook een geïllustreerd verhaal. In 2016 werd dit nog eens overgedaan met het album De XII werken van Asterix.
In 1979 verscheen van dit verhaal in Nederland ook een stripbewerking, uitgegeven als album bij het tijdschrift Eppo.

## Prijzen/nominaties
- In 1980 won Asterix verovert Rome een Goldene Leinwand.
- In 1984 won de film een Goldene Leinwand met 1 ster.